# Birmingham Grand Prix 2018
Navigation
Édition précédente Édition suivante
L'édition 2018 du Birmingham Grand Prix se déroule le 18 août 2018 à l'Alexander Stadium de Birmingham, au Royaume-Uni. Il constitue la douzième étape de la Ligue de diamant 2018.

## Résultats

### Hommes
| Rang | Athlète           | Temps       | Points |
| ---- | ----------------- | ----------- | ------ |
| 1    | Christian Coleman | 9 s 94 (SB) | 8      |
| 2    | Reece Prescod     | 9 s 94 (PB) | 7      |
| 3    | Noah Lyles        | 9 s 98      | 6      |
| 4    | Yohan Blake       | 9 s 99      | 5      |
| 5    | Zharnel Hughes    | 10 s 05     | 4      |
| 6    | Akani Simbine     | 10 s 09     | 3      |
| 7    | Tyquendo Tracey   | 10 s 15     | 2      |
| 8    | Chijindu Ujah     | 10 s 17     | 1      |

| Rang | Athlète              | Temps   | Points |
| ---- | -------------------- | ------- | ------ |
| 1    | Fred Kerley          | 45 s 54 | 8      |
| 2    | Matthew Hudson-Smith | 45 s 59 | 7      |
| 3    | Paul Dedewo          | 45 s 62 | 6      |
| 4    | Christian Taylor     | 45 s 78 | 5      |
| 5    | Luguelín Santos      | 45 s 81 | 4      |
| 6    | Jonathan Borlée      | 46 s 27 | 3      |
| 7    | Baboloki Thebe       | 46 s 35 | 2      |
| 8    | Dwayne Cowan         | 46 s 94 | 1      |

| Rang | Athlète                   | Temps              | Points |
| ---- | ------------------------- | ------------------ | ------ |
| 1    | Emmanuel Kipkurui Korir   | 1 min 42 s 79 (MR) | 8      |
| 2    | Jonathan Kitilit          | 1 min 43 s 53      | 7      |
| 3    | Elijah Motonei Manangoi   | 1 min 44 s 15 (PB) | 6      |
| 4    | Ferguson Cheruiyot Rotich | 1 min 44 s 44      | 5      |
| 5    | Marcin Lewandowski        | 1 min 44 s 75      | 4      |
| 6    | Adam Kszczot              | 1 min 44 s 97      | 3      |
| 7    | Jake Wightman             | 1 min 45 s 00      | 2      |
| 8    | Erik Sowinski             | 1 min 45 s 68      | 1      |

| Rang | Athlète                 | Temps        | Points |
| ---- | ----------------------- | ------------ | ------ |
| 1    | Orlando Ortega          | 13 s 08 (SB) | 8      |
| 2    | Ronald Levy             | 13 s 22      | 7      |
| 3    | Pascal Martinot-Lagarde | 13 s 27      | 6      |
| 4    | Freddie Crittenden      | 13 s 27 (PB) | 5      |
| 5    | Andrew Pozzi            | 13 s 35      | 4      |
| 6    | Gabriel Constantino     | 13 s 41      | 3      |
| 7    | Johnathan Cabral        | 13 s 46      | 2      |
| 8    | David King              | 13 s 53 (SB) | 1      |

| Rang | Athlète                | Temps              | Points |
| ---- | ---------------------- | ------------------ | ------ |
| 1    | Conseslus Kipruto      | 8 min 14 s 33      | 8      |
| 2    | Chala Beyo             | 8 min 14 s 61      | 7      |
| 3    | Nicholas Kiptanui Bett | 8 min 16 s 44      | 6      |
| 4    | Leonard Kipkemoi Bett  | 8 min 16 s 97 (PB) | 5      |
| 5    | Benjamin Kigen         | 8 min 17 s 43      | 4      |
| 6    | Abraham Kibiwott       | 8 min 22 s 81      | 3      |
| 7    | Matthew Hughes         | 8 min 23 s 67      | 2      |
| 8    | Hillary Bor            | 8 min 30 s 04      | 1      |

| Rang | Athlète           | Marque      | Points |
| ---- | ----------------- | ----------- | ------ |
| 1    | Brandon Starc     | 2,33 m (PB) | 8      |
| 2    | Michael Mason     | 2,30 m      | 7      |
| 3    | Jeron Robinson    | 2,30 m      | 6      |
| 4    | Naoto Tobe        | 2,24 m      | 5      |
| 5    | Mathew Sawe       | 2,20 m      | 4      |
| 6    | Bryan McBride     | 2,20 m      | 3      |
| 7    | Mateusz Przybylko | 2,20 m      | 2      |
| 8    | Chris Baker       | 2,16 m      | 1      |

| \| Rang \| Athlète \| Marque \| Points \| \| ---- \| ---------------- \| ------------ \| ------ \| \| 1 \| Andreas Hofmann \| 89,82 m \| 8 \| \| 2 \| Julian Weber \| 86,63 m (SB) \| 7 \| \| 3 \| Magnus Kirt \| 85,31 m \| 6 \| \| 4 \| Thomas Röhler \| 84,33 m \| 5 \| \| 5 \| Marcin Krukowski \| 83,96 m \| 4 \| \| 6 \| Gatis Cakšs \| 80,96 m \| 3 \| \| 7 \| Petr Frydrych \| 79,86 m \| 2 \| \| 8 \| Keshorn Walcott \| DNS \| 1 \| |                  |              |        |
| Rang | Athlète          | Marque       | Points |
| 1 | Andreas Hofmann  | 89,82 m      | 8      |
| 2 | Julian Weber     | 86,63 m (SB) | 7      |
| 3 | Magnus Kirt      | 85,31 m      | 6      |
| 4 | Thomas Röhler    | 84,33 m      | 5      |
| 5 | Marcin Krukowski | 83,96 m      | 4      |
| 6 | Gatis Cakšs      | 80,96 m      | 3      |
| 7 | Petr Frydrych    | 79,86 m      | 2      |
| 8 | Keshorn Walcott  | DNS          | 1      |

### Femmes
| Rang | Athlète             | Temps        | Points |
| ---- | ------------------- | ------------ | ------ |
| 1    | Shaunae Miller-Uibo | 22 s 15 (MR) | 8      |
| 2    | Dina Asher-Smith    | 22 s 31      | 7      |
| 3    | Dafne Schippers     | 22 s 41      | 6      |
| 4    | Shericka Jackson    | 22 s 55      | 5      |
| 5    | Jenna Prandini      | 22 s 58      | 4      |
| 6    | Gabrielle Thomas    | 22 s 85      | 3      |
| 7    | Marie-Josée Ta Lou  | 22 s 88      | 2      |
| 8    | Kyra Jefferson      | 23 s 26      | 1      |

| Rang | Athlète          | Temps   | Points |
| ---- | ---------------- | ------- | ------ |
| 1    | Lea Sprunger     | 54 s 86 | 8      |
| 2    | Janieve Russell  | 54 s 91 | 7      |
| 3    | Meghan Beesley   | 55 s 83 | 6      |
| 4    | Eilidh Doyle     | 56 s 61 | 5      |
| 5    | Sage Watson      | 57 s 11 | 4      |
| 6    | Wenda Nel        | 57 s 51 | 3      |
| 7    | Georganne Moline | DNF     | 2      |

| Rang | Athlète           | Temps              | Points |
| ---- | ----------------- | ------------------ | ------ |
| 1    | Sifan Hassan      | 4 min 00 s 60      | 8      |
| 2    | Gudaf Tsegay      | 4 min 01 s 03      | 7      |
| 3    | Sofia Ennaoui     | 4 min 02 s 06 (SB) | 6      |
| 4    | Axumawit Embaye   | 4 min 02 44 (SB)   | 5      |
| 5    | Sarah McDonald    | 4 min 03 s 17 (PB) | 4      |
| 6    | Winny Chebet      | 4 min 03 s 64      | 3      |
| 7    | Marta Pen Freitas | 4 min 03 s 99 (PB) | 2      |
| 8    | Kate Grace        | 4 min 04 s 64      | 1      |

| Rang | Athlète                 | Marque                 | Points |
| ---- | ----------------------- | ---------------------- | ------ |
| 1    | Agnes Jebet Tirop       | 8 min 32 s 21          | 8      |
| 2    | Lilian Kasait Rengeruk  | 8 min 33 s 43          | 7      |
| 3    | Hellen Obiri            | 8 min 36 s 26 (SB)     | 6      |
| 4    | Eilish McColgan         | 8 min 38 s 49 (SB)     | 5      |
| 5    | Melissa Courtney        | 8 min 39 s 20 (PB)     | 4      |
| 6    | Konstanze Klosterhalfen | 8 min 41 s 37          | 3      |
| 7    | Lonah Chemtai Salpeter  | 8 min 42 s 88 (NR, PB) | 2      |
| 8    | Ejgayehu Taye           | 8 min 44 s 13          | 1      |

| Rang | Athlète                | Marque | Points |
| ---- | ---------------------- | ------ | ------ |
| 1    | Sandi Morris           | 4,62 m | 8      |
| 2    | Katerina Stefanidi     | 4,52 m | 7      |
| 3    | Nikoleta Kiriakopoulou | 4,40 m | 6      |
| 3    | Katie Nageotte         | 4,40 m | 5      |
| 5    | Holly Bradshaw         | 4,40 m | 4      |
| 5    | Ninon Guillon-Romarin  | 4,40 m | 3      |

| Rang | Athlète             | Marque  | Points |
| ---- | ------------------- | ------- | ------ |
| 1    | Christina Schwanitz | 18,20 m | 8      |
| 2    | Paulina Guba        | 17,92 m | 7      |
| 3    | Melissa Boekelman   | 17,78 m | 6      |
| 4    | Danniel Thomas-Dodd | 17,72 m | 5      |
| 5    | Sophie McKinna      | 17,62 m | 4      |
| 6    | Michelle Carter     | 17,39 m | 3      |
| 7    | Fanny Roos          | 17,36 m | 2      |
| 8    | Klaudia Kardasz     | 16,79 m | 1      |

| \| Rang \| Athlète \| Marque \| Points \| \| ---- \| ------------------------- \| ----------- \| ------ \| \| 1 \| Malaika Mihambo \| 6,96 m (MR) \| 8 \| \| 2 \| Caterine Ibarguen \| 6,80 m \| 7 \| \| 3 \| Shara Proctor \| 6,70 m \| 6 \| \| 4 \| Lorraine Ugen \| 6,69 m \| 5 \| \| 5 \| Jazmin Sawyers \| 6,67 m \| 4 \| \| 6 \| Christabel Nettey \| 6,54 m \| 3 \| \| 7 \| Katarina Johnson-Thompson \| 6,41 m \| 2 \| \| 8 \| Sha'Keela Saunders \| 6,38 m \| 1 \| |                           |             |        |
| Rang | Athlète                   | Marque      | Points |
| 1 | Malaika Mihambo           | 6,96 m (MR) | 8      |
| 2 | Caterine Ibarguen         | 6,80 m      | 7      |
| 3 | Shara Proctor             | 6,70 m      | 6      |
| 4 | Lorraine Ugen             | 6,69 m      | 5      |
| 5 | Jazmin Sawyers            | 6,67 m      | 4      |
| 6 | Christabel Nettey         | 6,54 m      | 3      |
| 7 | Katarina Johnson-Thompson | 6,41 m      | 2      |
| 8 | Sha'Keela Saunders        | 6,38 m      | 1      |

## Légende
Records et Performances
- AR : Record continental (area record)
- CR : Record des championnats (championship record)
- MR : Record du meeting (meet record)
- NR : Record national (national record)
- OR : Record olympique (olympic record)
- PR : Record paralympique (paralympic record)
- PB : Record personnel (personal best)
- SB : Meilleure performance personnelle de la saison (season's best)
- WL : Meilleure performance mondiale de l'année (world leader)
- WJR : Record du monde junior (world junior record)
- WR : Record du monde (world record)

Circonstances et Conditions
- DNF : N'a pas terminé (did not finish)
- DNS : N'a pas pris le départ (did not start)
- DQ : Disqualification (disqualification)
- NM : Aucun essai valable enregistré (No Mark)
- Q : Qualifié « directement » au prochain tour (ou à la prochaine compétition), lors d'une compétition majeure, grâce au classement ou à la réalisation des minima (automatic qualifier)
- q : Qualifié au prochain tour (ou à la prochaine compétition), lors d'une compétition majeure, grâce au repêchage ou à la réalisation de l'une des meilleures performances parmi celles des « non qualifiés directement » (grâce au meilleur temps ou à la meilleure distance par exemple) (secondary qualifier)